# Microlicia serrulata
Microlicia serrulata är en tvåhjärtbladig växtart som beskrevs av Adelbert von Chamisso. Microlicia serrulata ingår i släktet Microlicia och familjen Melastomataceae. Inga underarter finns listade i Catalogue of Life.